# Laura Riding

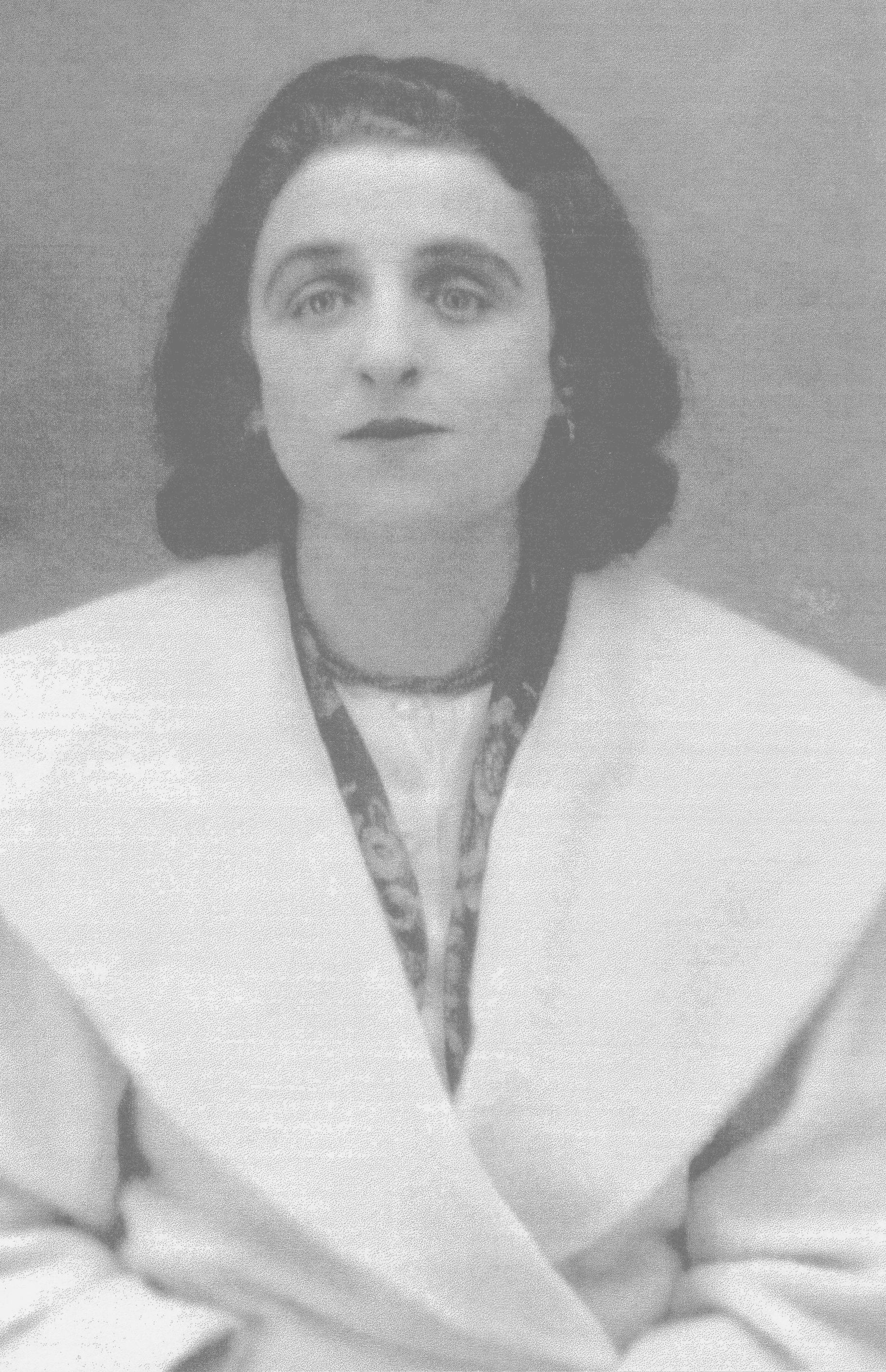
Laura Riding, 1924

Laura Riding, eigentlich Laura Riding Jackson, geborene Laura Reichenthal (* 16. Januar 1901 in New York City; † 2. September 1991 in Wabasso, Florida), war eine US-amerikanische Dichterin, Kritikerin, Romanautorin, Essayistin und Verfasserin von Kurzgeschichten.

## Leben

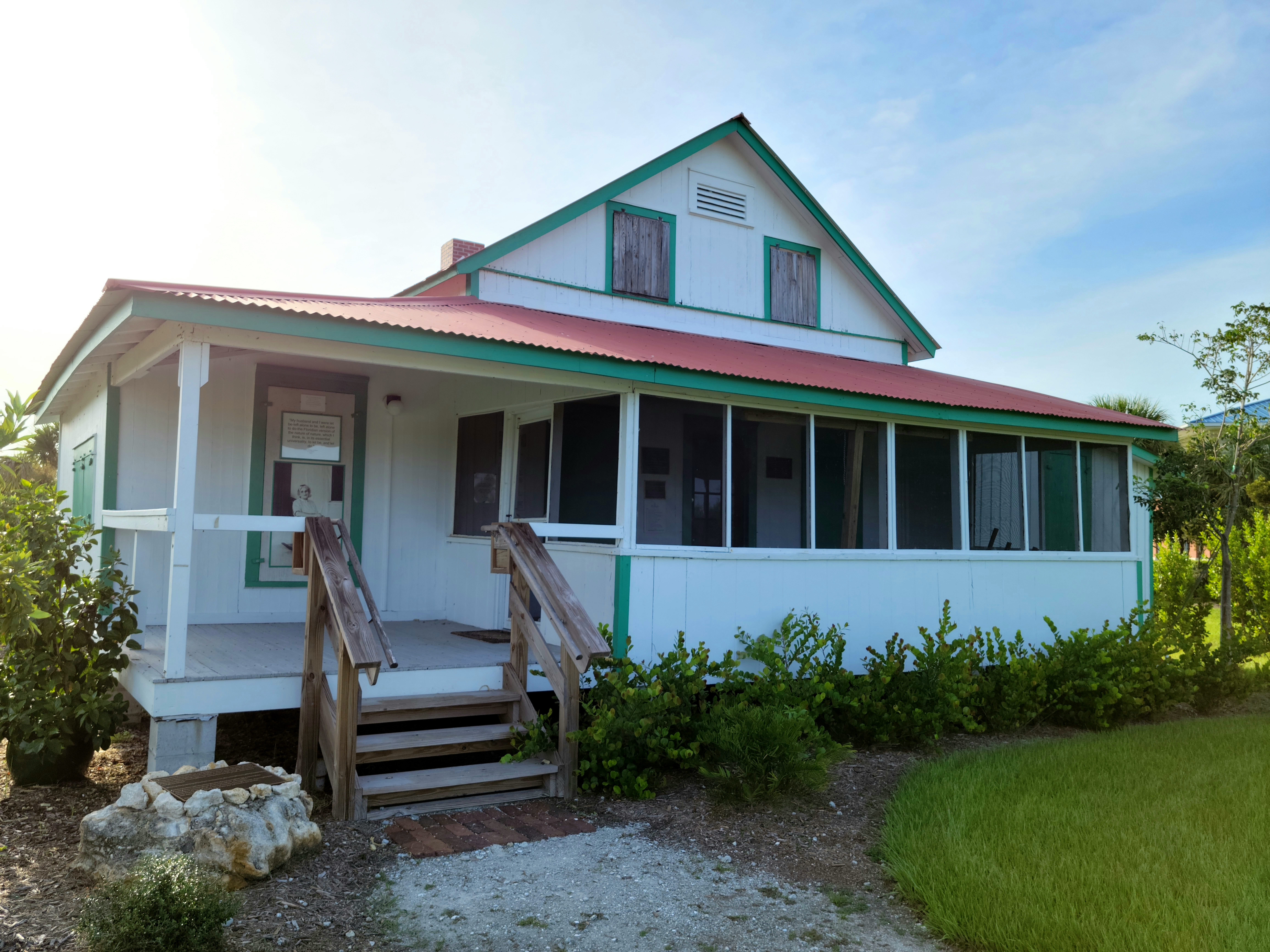
Laura Riding Jackson House auf dem Mueller campus des Indian River State College in Vero Beach

Riding wurde in New York City als Tochter von Nathaniel Reichenthal, einem jüdischen Einwanderer aus Galizien, und Sadie Reichenthal (geborene Edersheim) geboren. Sie studierte an der Cornell University. Sie lernte den Historiker Louis Gottschalk kennen, der damals Assistent an der Cornell University war, und heiratete ihn 1920. Gottschalk übernahm ihren Nachnamen als Middle name. Sie begann, Gedichte zu schreiben und veröffentlichte zunächst (1923–26) unter dem Namen Laura Riding Gottschalk. Über Allen Tate kam sie mit Literaturzirkel The Fugitives an der Vanderbilt University in Nashville in Kontakt, der ihre Gedichte in der Zeitschrift The Fugitive veröffentlichte. Sie verliehen ihr zudem 1924 den „Nashville-Preis“. Ihre Ehe mit Gottschalk wurde 1925 geschieden, und am Ende dieses Jahres ging sie auf Einladung von Robert Graves und seiner Frau Nancy Nicholson nach England. Sie sollte fast vierzehn Jahre in Europa bleiben.
Ridings Gedichte in The Fugitives verschafften ihr unmittelbar Anerkennung: „Als The Fugitive (1922–1925) am Himmel der amerikanischen Poesie aufblitzte, hinterließ es eine leuchtende Streuung von Namen: Ransom, Tate, Warren, Riding, Crane … Unter ihnen, dem inneren Kreis und denjenigen, die als Mitwirkende dazugehörten, gab es niemanden wie Laura Riding.“ Ridings erste Gedichtsammlung, The Close Chaplet, wurde 1926 veröffentlicht, und im folgenden Jahr nahm sie den Nachnamen Riding an. Charakteristikum ihrer Gedichte war eine ausgeprägte Form des freien Verses gegenüber konventionellen Metren.
Riding, Robert Graves und Nancy Nicholson lebten bis zu einem Selbstmordversuch Ridings im Jahr 1929 zusammen in London. Die Zeit war von Skandalen durchzogen und gilt als ein wesentlicher Grund für das Scheitern von Graves’ erster Ehe. Als Riding 1929 den irischen Dichter Geoffrey Phibbs kennenlernte, lud sie ihn ein, in den gemeinsamen Haushalt mit Graves und Nicholson einzutreten. Phibbs stimmte zu, änderte aber nach einigen Monaten seine Meinung und kehrte zu seiner Frau zurück, wobei er Riding in einem Brief an seinen Freund Thomas MacGreevy als „eine Virago“ bezeichnete. Als eine Versöhnung mit seiner Frau nicht zustande kam, kehrte Phibbs zurück, wies aber Riding ab und zog mit Nicholson zusammen. Dies war einer der Auslöser für den Vorfall vom 27. April 1929, als Riding auf dem Höhepunkt eines Streits zwischen Graves, Phibbs und Nicholson aus einem Fenster im vierten Stock der Wohnung, die sie mit Graves teilte, sprang. Nachdem es ihm nicht gelungen war, sie aufzuhalten, sprang Graves ebenfalls, aber aus einem niedrigeren Stockwerk und unverletzt bleibend, während Riding lebensgefährliche Verletzungen erlitt.
Nach der Trennung von Nicholson lebten Riding und Graves bis zum Ausbruch des Spanischen Bürgerkriegs im Jahr 1936 in Deià auf Mallorca, wo sie von Schriftstellern und Künstlern wie James Reeves, Norman Cameron, John Aldridge, Len Lye, Jacob Bronowski und Honor Wyatt besucht wurden. Das Haus ist heute ein Museum.
Riding und Graves waren von Beginn ihrer Zusammenarbeit an sehr produktiv, doch nach ihrem Umzug nach Mallorca wurden sie es noch mehr. Noch in London gründeten sie (1927) die Seizin Press, arbeiteten zusammen unter anderem an A Survey of Modernist Poetry (1927) und A Pamphlet Against Anthologies (1928). Progress of Stories (1935) wurde später neben anderen von John Ashbery und Harry Mathews hoch geschätzt. Auf Mallorca wurde die Seizin Press zu einem Verlag ausgebaut, der auch die umfangreiche, gebundene kritische Zeitschrift Epilogue (1935–1938) herausgab, die von Riding mit Graves als Mitherausgeber verantwortet wurde.
Graves und Riding verließen Mallorca 1936 bei Ausbruch des Spanischen Bürgerkriegs. Zwischen 1936 und 1939 lebten sie in England, Frankreich und der Schweiz. Während ihrer Zusammenarbeit brachten beide kontinuierlich große Gedichtbände heraus, die 1938 in einer Gedichtsammlung gipfelten. Im Jahr 1939 zogen sie in die Vereinigten Staaten und ließen sich in New Hope, Pennsylvania, nieder. Ihre sich wandelnde Beziehung wird von Elizabeth Friedmann in A Mannered Grace und von Richard Perceval Graves in Robert Graves: 1927–1940, The Years with Laura und von Thomas Stanley Matthews in Jacks or Better (1977; britische Ausgabe unter dem Titel Under the Influence, 1979) beschrieben und war auch die Grundlage für Miranda Seymours Roman The Summer of '39 (1998). 1939 trennten sich Riding und Graves, und 1941 heiratete sie Schuyler B. Jackson. Sie ließ sich schließlich in Wabasso, Florida, nieder, wo sie bis zu ihrem Tod 1991 ruhig und einfach lebte; Jackson starb 1968. Das traditionelle Cracker-Haus, in dem sie lebten, wurde von der Laura Riding Jackson Foundation auf dem Vero Beach Campus des Indian River State College renoviert und erhalten.
Laut Graves’ Biograf Richard Perceval Graves spielte Riding eine entscheidende Rolle bei der Entwicklung von Graves’ Gedanken beim Schreiben seines Buches The White Goddess: a Historical Grammar of Poetic Myth (1948), obwohl sich die beiden zum Zeitpunkt des Entstehens bereits entfremdet hatten. Riding äußerte später zornig: „Where once I reigned, now a whorish abomination has sprung to life, a Frankenstein pieced together from the shards of my life and thoughts.“ Sie hatte bereits 1967 an den Herausgeber der Minnesota Review geschrieben, dass Graves sie als Quelle benutzt hatte: „In my thinking, the categorically separated functions termed intellectual, moral, spiritual, emotional, were brought into union, into joint immediacy; other conceptions put the sun and moon in their right rational places as emblems of poetic emotionalism, and lengthened the perspective of Origin back from the skimpy historical heavens of masculine divinity through a spacious dominion of religious symbolism, pre-sided over, for the sake of poetic justice, by a thing I called mother-god.“
Etwa 1941 sagte sich Riding von der Poesie los, aber es dauerte fünfzehn bis zwanzig Jahre, bis sie sich zu den Gründen äußerte. Sie zog sich aus dem öffentlichen literarischen Leben zurück und arbeitete mit Schuyler Jackson an einem Wörterbuch (das 1997 posthum veröffentlicht wurde), das sie zu Forschungen zu den Grundlagen von Bedeutung und Sprache führen sollte. Im April 1962 las sie Introduction for a Broadcast für das Dritte Programm der BBC, ihre erste formelle Erklärung über ihre Gründe für den Verzicht auf die Poesie. Eine erweiterte Fassung des Stücks wurde im selben Jahr in der New Yorker Zeitschrift Chelsea veröffentlicht, die 1964 auch Further on Poetry, 1965 und 1974 Schriften zum Thema Frauen und Männer und 1967 The Telling herausgab. Die 62 nummerierten Passagen von The Telling, einer Art „persönlichem Evangelium“, bildeten den Kern des gleichnamigen Buches, das von einigen als ihr wichtigstes Buch neben den Collected Poems angesehen wird.
In den sechziger, siebziger und achtziger Jahren erschienen weiterhin zahlreiche Schriften und Veröffentlichungen, in denen Laura (Riding) Jackson (so ihr Autorenname ab 1963) das erforschte, was sie als das Wahrheitspotenzial der Sprache ansah, frei von den künstlichen Beschränkungen der Dichtkunst. „Mein Glaube an die Poesie war im Grunde ein Glaube an die Sprache als elementare Weisheit“, hatte sie 1976 in The Road To, In, And Away From, Poetry geschrieben. Ihre späteren Schriften zeugen von dem, was sie als das in der Sprache und im menschlichen Geist enthaltene Wahrheitspotenzial ansah. Man könnte sie als spirituelle Lehrerin bezeichnen, deren ungewöhnlich hohe Wertschätzung der Sprache sie dazu veranlasste, die Literatur zum Zentrum ihrer Arbeit zu machen. Zwei Ausgaben von Chelsea wurden neuen Schriften von ihr gewidmet, It Has Taken Long (1976) und The Sufficient Difference (2001).
1991 wurde sie mit dem Bollingen Prize ausgezeichnet. Am 2. September 1991 starb Riding an Herzversagen.

## Nachleben
Seit ihrem Tod im Jahr 1991 wurde ihr Werk weiter veröffentlicht, darunter die frühen Gedichte in First Awakenings (1992), Rational Meaning: A New Foundation for the Definition of Words (1997), The Poems of Laura Riding, A Newly Revised Edition of the 1938/1980 Collection (2001), Under the Mind's Watch (2004), The Failure of Poetry, The Promise of Language (2007) und On the Continuing of the Continuing (2008).
Paul Auster nannte sie in The New York Review of Books „an important force of the international avant-garde“.
Ihre Gedichte zogen auch diverse Kritik auf sich, darunter von William Carlos Williams, Virginia Woolf, Louise Bogan oder Dorothy L. Sayers.
Ihre Werke wurden ins Deutsche, Französische, Spanische, Dänische, Polnische, Portugiesische und Norwegische übersetzt.

## Werke (Auswahl)
- The Close Chaplet.  Hogarth Press, London 1926; neueste Auflage: Ugly Duckling, New York 2020.
- mit Robert Graves: A Survey of Modernist Poetry. Heinemann, London 1927.
- Voltaire: A Biographical Fantasy. Hogarth Press, London 1927.
- Anarchism Is Not Enough. Cape, London 1928; neueste Auflage: University of California Press, Berkeley, CA 2001.
- Contemporaries and Snobs. Cape, London 1928.
- mit Robert Graves: A Pamphlet Against Anthologies. Cape, London 1928.
- Love as Love, Death as Death. Seizin Press, Hammersmith 1928; neueste Auflage: Trent Editions, Nottingham 2018.
- Twenty Poems Less. Hours Press, Paris 1930.
- Poems: A Joking Word. Cape, London 1930; neueste Auflage: Trent Editions, Nottingham 2020.
- Four Unposted Letters to Catherine. Hours Press, Paris o. D. [1930].
- Experts Are Puzzled. Cape, London 1930; neueste Auflage: Ugly Duckling, New York 2018.
- Though Gently. Seizin Press, Deya 1930.
- Laura and Francisca: A Poem. Seizin Press, Deya 1931.
- Everybody's Letters. Arthur Barker, London 1933.
- The Life of the Dead [mit zehn Illustrationen von John Aldridge]. Arthur Barker, London 1933.
- Poet: A Lying Word. Arthur Barker, London 1933; neueste Auflage: Trent Editions, Nottingham 2017.
- Progress of Stories. Seizin Press, Deya 1935; neueste Auflage: Persea Books, New York City 1994.
- Convalescent Conversations. Seizin Press, Deya 1936; neueste Auflage: Ugly Duckling, New York 2018.
- A Trojan Ending. Seizin Press, Deya 1937.
- Collected Poems. Cassell, London 1938; neueste Auflage: The Poems of Laura Riding: A New Edition of the 1938 Collection. Persea Books, New York City 1993.
- Lives of Wives. Cassell, London 1939.
- Selected Poems: In Five Sets. Faber, London 1970; neueste Auflage: Persea Books, New York City 1993.
- The Telling. Athlone, London 1972; neueste Auflage: Carcanet, Manchester 2005.[20]
- It Has Taken Long. Chelsea 35 [gesamte Ausgabe], New York City 1976.
- Some Communications of Broad Reference. Lord John Press, Northridge, CA 1983.

Zeitschriften
- herausgegeben mit Robert Graves und anderen: Focus I – IV. Seizin Press, Deya 1935.[21]
- herausgegeben mit Robert Graves: Epilogue: A Critical Summary I – III. Seizin Press, Deya 1935, 1936, 1937. Volume IV: The World and Ourselves. Chatto & Windus, London 1938.

Übersetzungen
- Marcel Le Goff: Anatole France at Home.  Adelphi, New York City 1926.
- Georg Schwarz: Almost Forgotten Germany, mit Robert Graves. Seizin Press, Deyá 1936.

Posthume Veröffentlichungen
- First Awakenings. Persea Books, New York City 1992.
- The Word 'Woman' and Other Related Writings. Persea Books, New York City 1993.
- Robert Nye (Hrsg.): A Selection of the Poems of Laura Riding. Persea Books, New York City 1996.
- mit Schuyler B. Jackson: Rational Meaning: A New Foundation for the Definition of Words. University Press of Virginia, Charlottesville, VA 1997.
- Elizabeth Friedmann (Hrsg.): The Sufficient Difference: A Centenary Celebration of Laura (Riding) Jackson. Chelsea 69 [gesamte Ausgabe], New York City 2000.
- Mark Jacobs (Hrsg.): The Poems of Laura Riding. Persea Books, New York City 2001.
- John Nolan und Alan J. Clark(Hrsg.): Under The Mind's Watch: Concerning Issues Of Language, Literature, Life Of Contemporary Bearing. Peter Lang, Oxford 2004.
- John Nolan (Hrsg.): The Failure of Poetry, The Promise of Language. University of Michigan Press, Ann Arbor, MI 2007.
- On the Continuing of the Continuing. Wyeswood Press, London 2008.
- John Nolan und Carroll Ann Friedmann (Hrsg.): The Person I Am, 2 Bände. Trent Editions, Nottingham 2011.

## Weitere Literatur
- Paul Auster: Truth, Beauty, Silence. Picador, London 2005, ISBN 0-312-42468-X.
- Deborah Baker: In Extremis: The Life of Laura Riding. Hamish Hamilton, 1993, ISBN 0-241-12834-X.
- Elizabeth Friedmann (Hrsg.): The Laura (Riding) Jackson Reader. Persea Books, New York City 2005, ISBN 0-89255-263-8.
- Jane S. Gabin: Laura Riding, January 16, 1901–September 2, 1991. In: The Shalvi/Hyman Encyclopedia of Jewish Women. Jewish Women’s Archive, 23. Juni 2021 (englisch, jwa.org [abgerufen am 8. Juli 2022]).
- Mark Jacobs: Re-writing History, Literally: Laura Riding's The Close Chaplet. In: Gravesiana. Band 3, Nr. 3, 2012.
- Mark Jacobs: Laura (Riding) Jackson and Robert Graves: The Question of Collaboration. In: Gravesiana. Band 3, Nr. 2, 2010.